# Kubus (Berg)
Der Kubus ist ein 2985 m hoher Berg im ostantarktischen Königin-Maud-Land. Er ragt 5 km südöstlich des Berges Trollslottet im nordwestlichen Teil der Filchnerberge in der Orvinfjella auf.
Entdeckt und nach seiner kubischen Form deskriptiv benannt wurde er bei der Deutschen Antarktischen Expedition 1938/39 unter der Leitung des Polarforschers Alfred Ritscher.